# 103. п. н. е.
103. п. н. е. била је година предјулијанског римског календара. У то вријеме била је позната као година конзулства Марија и Ореста (или, ређе, година 651. Ab urbe condita) и друга година Тајчуа. Деноминација 103. п. н. е. за ову годину се користи од раног средњег вијека, када је календарска ера Anno Domini постала преовлађујући метод у Европи за именовање година.

## Догађаји

### Римска република
- Гај Марије припрема поход против Амброна и Тевтонаца (под краљем Тевтободом) који су настањени у Галији.
- Трифун и Атенион су предводили Други устанак робова на Сицилији.

### Јудеја
- Александар Јанеј је наследио свог брата Аристобула на мjесту краља и првосвештеника Јудеје, све до 76. п. н. е.[1]

### Азија
- Рат небеских коња
  - Након што су се избориле на запад преко сушних региона, експедиционе снаге Хан под вођством Ли Гуанглија не успијевају да заузму град Дајуани враћају се на исток у област Дунхуанг, изгубивши 90% својих људи.
  - Цар Ву појачава војску Ли Гуанглија са 60.000 људи, бројним коњима и теретним животињама, и више од педесет високих официра. Ли Гуанглијева војска се затим враћа на запад.[2]
- Хан-Сјонгну рат
  - Прољеће – Након што командант љевице Сјонгнуа понуди да убије Ер Чањуа и да се преда Хану, цар Ву шаље ханског генерала Џао Понуа са војском од 20.000 да изврши инвазију на територију Сјонгнуа. Када Џао стигне до планине Алтај, откривена је завјера команданта, а након што је убио команданта, Ер креће против Џаоа, али претрпи почетни пораз.
  - Љето – Хан војска се повлачи на југ, али Сјонгнуи их окружују. Након хватања Џао Понуа током ноћи, Сјонгну су поразили и натерали Хан војнике да се предају.

## Рођења
- Марко Фурије Бибакул, римски пjесник.[3]

## Смрти
- Аристобул I, краљ Јудеје.[4]
- Гај Луцилије, римски сатиричар.